# Désiré Letort

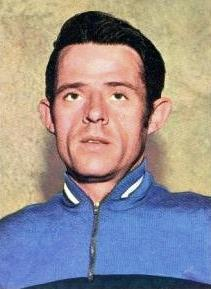
Désiré Letort

Désiré Letort (Bourseul, 29 januari 1943 – Saint-Malo, 9 september 2012) was een Frans wielrenner.

## Levensloop en carrière
Letort werd prof in 1965. Hij won geen grote wedstrijden. Wel werd hij eenmaal vierde in de Ronde van Frankrijk. Hij droeg ook 1 dag de gele trui in 1969.

## Resultaten in voornaamste wedstrijden
| Jaar | Ronde van Italië | Ronde van Frankrijk | Ronde van Spanje |
| ---- | ---------------- | ------------------- | ---------------- |
| 1965 |                  | opgave              |                  |
| 1966 |                  | 57e                 |                  |
| 1967 |                  | 4e                  | 27e              |
| 1968 | opgave           | opgave              |                  |
| 1969 |                  | 9e                  | opgave           |
| 1970 |                  | opgave              |                  |
| 1971 |                  | 17e                 | 26e              |
| 1972 |                  | opgave              | 9e               |

| Jaar | Milaan-San Remo | Ronde van Vlaanderen | Parijs-Roubaix | Luik-Bast.‑Luik |
| ---- | --------------- | -------------------- | -------------- | --------------- |
| 1965 |                 |                      |                |                 |
| 1966 | 31e             |                      |                |                 |
| 1967 |                 |                      |                |                 |
| 1968 |                 |                      |                |                 |
| 1969 |                 |                      |                |                 |
| 1970 | 63e             | 31e                  |                |                 |
| 1971 |                 |                      | 40e            | 22e             |
| 1972 |                 |                      |                |                 |